# Merle Bettenhausen
Merle V. Bettenhausen (ur. 9 czerwca 1943 w Tinley Park) – amerykański kierowca wyścigowy.

## Życiorys
Przez większość kariery ścigał się w pojazdach typu sprint car i midget. W mistrzostwach USAC wystartował tylko w trzech wyścigach.
W 1972 roku podczas – jak się okazało – ostatniego z nich, na torze Michigan International Speedway, rozbił się na prostej startowej po kolizji z Mikiem Hissem. Samochód stanął w płomieniach, a Bettenhausen próbował wydostać się z kokpitu, gdy wrak wciąż ślizgał się bezwładnie po torze. Prawa ręka kierowcy została uwięziona między samochodem a zewnętrzną ścianą i w efekcie oderwana na wysokości przedramienia.
Wrócił do ścigania ponad rok później, lecz odtąd startował wyłącznie w sprint carach. Tragiczny zbieg okoliczności spowodował, że jego brat Gary doznał częściowego paraliżu lewej ręki w wypadku na torze Syracuse w 1974 roku (zdołał jednak kontynuować karierę).

## Życie prywatne
Syn dwukrotnego mistrza USAC Tony'ego Bettenhausena. Dwaj bracia Gary i Tony Junior również byli kierowcami wyścigowymi.
Rozwiedziony z Leslie, ma syna Ryana, który jednak nie zamierza kontynuować rodzinnych tradycji wyścigowych. Na stałe mieszka w Indianapolis.